# Spiridon Deubner
Spiridon Deubner AA (* 15. August 1899 als Alexander Deubner in Iljensko-Tobolskoje, Gouvernement Tobolsk, Russland; † 15. Mai 1946 in Moskau) war ein deutsch-russischer römisch-katholischer Geistlicher und Märtyrer. 

## Leben
Alexander Deubner, Neffe von Clara Zetkin, wuchs in Sankt Petersburg auf. Ab 1913 lebte er in Konstantinopel in der Obhut der Assumptionisten, bei denen er auch studierte. Er trat in die Kongregation ein und erhielt den Ordensnamen Spiridon (nach dem heiligen Spyridon). 1923 wurde er von Erzbischof Michael Mirov (1859–1923) zum katholischen Priester des byzantinischen Ritus geweiht. Ab 1926 wirkte er (zusammen mit Lev Gillet) in einem Haus für russische Kinder in Nizza, dann ab 1927 als Sekretär (und Übersetzer) von Michel d’Herbigny, dem Geheimbischof von Papst Pius XI., in Russland. Dabei geriet er in den Verdacht, ein russischer Spion zu sein (was in Wirklichkeit Edoardo Prettner Cippico, 1905–1983, war). 1933 verließ er Rom. 1935 ging er nach Prag. Ab 1943 musste er für die deutschen Behörden in Berlin als Übersetzer arbeiten. Anfang 1945 ging er nach Prag zurück. Am 12. Juli 1945 wurde er von den Sowjets festgenommen und in Moskau in das Butyrka-Gefängnis eingeliefert. Am 15. Mai 1946 wurde er zu 10 Jahren Arbeitslager verurteilt und starb noch am selben Tag.

## Veröffentlichungen
- (mit Michel d’Herbigny) Évêques russes en exil. 12 ans d'épreuves (1918–1930). Rom 1931.

## Gedenken
Die Römisch-katholische Kirche in Deutschland nahm Pater Spiridon Deubner als Märtyrer in das deutsche Martyrologium des 20. Jahrhunderts auf.